# Davis Cup 2024 – finále
Finále Davis Cupu 2024 představovalo nejvyšší úroveň Davis Cupu – elitní šestnáctičlennou skupinu, z níž vzešel celkový vítěz 112. ročníku soutěže. Potřetí se konalo ve dvou oddělených termínech.
Do zářijové skupinové fáze se kvalifikovalo šestnáct účastníků. Čtyřčlenné skupiny probíhaly v Bologni, Manchesteru, Valencii a poprvé také v Ču-chaji. Týmy z prvních dvou míst každé skupiny postoupily do listopadové fáze hrané ve španělské Malaze, koncipované od čtvrtfinále vyřazovacím systémem. Každý mezistátní zápas se hrál jeden den ve formátu dvouher mezi dvojkami a jedničkami týmů a závěrečnou čtyřhrou. Utkání probíhaly na dva vítězné sety. Za stavu her 6–6 rozhodl každou sadu tiebreak, vyjma třetího setu čtyřhry, který měl charakter 10bodového supertiebreaku.
Malažská Martin Carpena Arena se v listopadu 2024 stala historicky prvním dějištěm, které souběžně hostilo finále Billie Jean King Cupu i Davis Cupu. Ženský turnaj vyvrcholil v malé hale 20. listopadu a muži souboj o „salátovou mísu“ rozehráli na centrálním stadionu 19. listopadu. Pouze v pražské O2 areně se v roce 2012 na jediném místě uskutečnila finále ženské i mužské soutěže, ale v nepřekrývajících se termínech. 
Profesionální kariéru ve 38 letech ukončil bývalý první hráč světa, držitel 22 grandslamových titulů, dvojnásobný olympijský šampion i čtyřnásobný daviscupový vítěz Rafael Nadal. Při čtvrtfinálovém vyřazení Španělska s Nizozemskem prohrál úvodní dvouhru s Boticem van de Zandschulpem.
Třetí titul získala Itálie po finálové výhře 2–0 nad Nizozemskem a navázala na trofeje z let 1976 a 2023. Stala se tak prvním šampionem od Česka v roce 2013, který trofej obhájil a šestým takovým vítězem od zrušení formátu vyzývacího finále v roce 1972. Hlavní oporou vyřazovací fáze byla světová jednička Jannik Sinner, která vyhrála všechny tři dvouhry a s Berrettinim jedinou čtyřhru, kterou Italové odehráli. Po skončení již Sinnerova singlová neporazitelnost na okruhu činila čtrnáct výher. Dalšími členy týmu byli Lorenzo Musetti, Matteo Berrettini, Andrea Vavassori a Simone Bolelli. Do zářijové skupinové fáze zasáhli i Flavio Cobolli s Matteem Arnaldim. Italští muži navázali na malažskou trofej krajanek v Billie Jean King Cupu 2024. Itálie se stala pátým státem, který ovládl Davis Cup i Billie Jean King Cup v jediném kalendářním roce. Před ní se to podařilo Spojeným státům, Austrálii, Česku a ruskému týmu pod hlavičkou Ruské tenisové federace.
Nizozemsko startující v Davis Cupu od roku 1920 postoupilo poprvé do světového finále. Vylepšilo tím semifinálové maximum z roku 2001.

## Skupinová fáze

### Týmy
Skupinové fáze se mezi 10.–15. zářím 2024 zúčastnilo šestnáct týmů:
- 2 finalisté 2023 (Itálie, Austrálie)
- 2 týmy na divokou kartu (Španělsko, Velká Británie)
- 12 vítězů únorového kvalifikačního kola 2024

- Argentina
- Austrálie
- Belgie
- Brazílie
- Česko
- Finsko
- Francie
- Chile
- Itálie
- Kanada
- Německo
- Nizozemsko
- Slovensko
- Spojené státy
- Španělsko
- Velká Británie

#### Nasazení
Nasazení vycházelo z žebříčku ITF vydaného 18. března 2024. Nejvýše nasazeným týmem se stal vítěz předchozího ročníku Itálie a poražený finalista Austrálie druhým nasazeným. 
1. Itálie
2. Austrálie
3. Kanada
4. Německo

Každý ze čtyř nejvýše nasazených vedl jednu ze čtyř základních skupin v prvním koši. Zbylých 12 týmů bylo rozděleno na základě aktuálního žebříčku do druhého, třetího a čtvrtého výkonnostního koše. Tři hostitelské země – Itálie, Španělsko a Velká Británie, měly jistotu účasti ve skupině na domácí půdě. Los se uskutečnil 19. března 2024.

#### Soupisky
Kapitáni mohli do výběru nominovat až pět tenistů.
| Soupisky týmů                                                                                               | Soupisky týmů         | Soupisky týmů         | Soupisky týmů           | Soupisky týmů           | Soupisky týmů           | Soupisky týmů           | Soupisky týmů         | Soupisky týmů         | Soupisky týmů          | Soupisky týmů          | Soupisky týmů      | Soupisky týmů |
| Tým | jednička týmu         | jednička týmu         | dvojka týmu             | dvojka týmu             | trojka týmu             | trojka týmu             | čtyřka týmu           | čtyřka týmu           | pětka týmu             | pětka týmu             | kapitán            |               |
| --- | --------------------- | --------------------- | ----------------------- | ----------------------- | ----------------------- | ----------------------- | --------------------- | --------------------- | ---------------------- | ---------------------- | ------------------ | ------------- |
| Argentina                                                                                                   | Sebastián Báez        | Sebastián Báez        | Francisco Cerúndolo     | Francisco Cerúndolo     | Tomás Martín Etcheverry | Tomás Martín Etcheverry | Andrés Molteni        | Andrés Molteni        | Máximo González        | Máximo González        | Guillermo Coria    |               |
| Argentina                                                                                                   | 26.                   | 194.                  | 31.                     | 296.                    | 34.                     | 219.                    | —                     | 30.                   | —                      | 34.                    | Guillermo Coria    |               |
| Austrálie                                                                                                   | Alexei Popyrin        | Alexei Popyrin        | Jordan Thompson         | Jordan Thompson         | Thanasi Kokkinakis      | Thanasi Kokkinakis      | Max Purcell           | Max Purcell           | Matthew Ebden          | Matthew Ebden          | Lleyton Hewitt     |               |
| Austrálie                                                                                                   | 24.                   | 868.                  | 29.                     | 7.                      | 78.                     | 429.                    | 89.                   | 8.                    | —                      | 5.                     | Lleyton Hewitt     |               |
| Belgie | Zizou Bergs           | Zizou Bergs           | Raphaël Collignon       | Raphaël Collignon       | Alexander Blockx        | Alexander Blockx        | Sander Gillé          | Sander Gillé          | Joran Vliegen          | Joran Vliegen          | Steve Darcis       |               |
| Belgie | 72.                   | 630.                  | 194.                    | 1143.                   | 253.                    | 2303.                   | —                     | 32.                   | —                      | 32.                    | Steve Darcis       |               |
| Brazílie | Thiago Monteiro       | Thiago Monteiro       | João Fonseca            | João Fonseca            | Felipe Meligeni Alves   | Felipe Meligeni Alves   | Rafael Matos          | Rafael Matos          | Marcelo Melo           | Marcelo Melo           | Jaime Oncins       |               |
| Brazílie | 76.                   | 538.                  | 158.                    | 511.                    | 165.                    | 613.                    | —                     | 35.                   | —                      | 37.                    | Jaime Oncins       |               |
| Česko | Tomáš Macháč          | Tomáš Macháč          | Jiří Lehečka            | Jiří Lehečka            | Jakub Menšík            | Jakub Menšík            | Adam Pavlásek         | Adam Pavlásek         | —                      | —                      | Jaroslav Navrátil  |               |
| Česko | 35.                   | 51.                   | 37.                     | —                       | 67.                     | —                       | —                     | 41.                   | —                      | —                      | Jaroslav Navrátil  |               |
| Finsko | Otto Virtanen         | Otto Virtanen         | Eero Vasa               | Eero Vasa               | Patrick Kaukovalta      | Patrick Kaukovalta      | Harri Heliövaara      | Harri Heliövaara      | Patrik Niklas-Salminen | Patrik Niklas-Salminen | Jarkko Nieminen    |               |
| Finsko | 109.                  | 471.                  | 703.                    | 360.                    | 831.                    | 752.                    | —                     | 15.                   | —                      | 106.                   | Jarkko Nieminen    |               |
| Francie | Ugo Humbert           | Ugo Humbert           | Arthur Fils             | Arthur Fils             | Arthur Rinderknech      | Arthur Rinderknech      | Pierre-Hugues Herbert | Pierre-Hugues Herbert | Édouard Roger-Vasselin | Édouard Roger-Vasselin | Paul-Henri Mathieu |               |
| Francie | 18.                   | 351.                  | 25.                     | 247.                    | 58.                     | 352.                    | 129.                  | 806.                  | —                      | 22.                    | Paul-Henri Mathieu |               |
| Chile | Alejandro Tabilo      | Alejandro Tabilo      | Nicolás Jarry           | Nicolás Jarry           | Cristian Garín          | Cristian Garín          | Tomás Barrios Vera    | Tomás Barrios Vera    | Matías Soto            | Matías Soto            | Nicolás Massú      |               |
| Chile | 22.                   | 151.                  | 28.                     | 340.                    | 115.                    | —                       | 162.                  | 266.                  | 311.                   | 128.                   | Nicolás Massú      |               |
| Itálie | Flavio Cobolli        | Flavio Cobolli        | Matteo Arnaldi          | Matteo Arnaldi          | Matteo Berrettini       | Matteo Berrettini       | Andrea Vavassori      | Andrea Vavassori      | Simone Bolelli         | Simone Bolelli         | Filippo Volandri   |               |
| Itálie | 32.                   | 322.                  | 33.                     | —                       | 43.                     | —                       | 243.                  | 9.                    | —                      | 12.                    | Filippo Volandri   |               |
| Kanada | Félix Auger-Aliassime | Félix Auger-Aliassime | Denis Shapovalov        | Denis Shapovalov        | Gabriel Diallo          | Gabriel Diallo          | Alexis Galarneau      | Alexis Galarneau      | Vasek Pospisil         | Vasek Pospisil         | Frank Dancevic     |               |
| Kanada | 21.                   | 548.                  | 100.                    | —                       | 103.                    | 629.                    | 218.                  | 1367.                 | 664.                   | 1378.                  | Frank Dancevic     |               |
| Německo | Yannick Hanfmann      | Yannick Hanfmann      | Maximilian Marterer     | Maximilian Marterer     | Henri Squire            | Henri Squire            | Kevin Krawietz        | Kevin Krawietz        | Tim Pütz               | Tim Pütz               | Michael Kohlmann   |               |
| Německo | 96.                   | 83.                   | 104.                    | —                       | 187.                    | —                       | —                     | 13.                   | —                      | 13.                    | Michael Kohlmann   |               |
| Nizozemsko                                                                                                  | Tallon Griekspoor     | Tallon Griekspoor     | Botic van de Zandschulp | Botic van de Zandschulp | Jesper de Jong          | Jesper de Jong          | Robin Haase           | Robin Haase           | Matwé Middelkoop       | Matwé Middelkoop       | Paul Haarhuis      |               |
| Nizozemsko                                                                                                  | 39.                   | 133.                  | 68.                     | 154.                    | 131.                    | 631.                    | 1187.                 | 63.                   | —                      | 16.                    | Paul Haarhuis      |               |
| Slovensko                                                                                                   | Jozef Kovalík         | Jozef Kovalík         | Lukáš Klein             | Lukáš Klein             | Alex Molčan             | Alex Molčan             | Norbert Gombos        | Norbert Gombos        | Igor Zelenay           | Igor Zelenay           | Tibor Tóth         |               |
| Slovensko                                                                                                   | 113.                  | 1399.                 | 127.                    | —                       | 329.                    | —                       | 408.                  | —                     | —                      | 693.                   | Tibor Tóth         |               |
| Spojené státy                                                                                               | Brandon Nakashima     | Brandon Nakashima     | Mackenzie McDonald      | Mackenzie McDonald      | Reilly Opelka           | Reilly Opelka           | Rajeev Ram            | Rajeev Ram            | Austin Krajicek        | Austin Krajicek        | Bob Bryan          |               |
| Spojené státy                                                                                               | 40.                   | 294.                  | 149.                    | 84.                     | 309.                    | —                       | —                     | 10.                   | —                      | 29.                    | Bob Bryan          |               |
| Španělsko                                                                                                   | Carlos Alcaraz        | Carlos Alcaraz        | Pedro Martínez          | Pedro Martínez          | Roberto Bautista Agut   | Roberto Bautista Agut   | Pablo Carreño Busta   | Pablo Carreño Busta   | Marcel Granollers      | Marcel Granollers      | David Ferrer       |               |
| Španělsko                                                                                                   | 3.                    | —                     | 42.                     | 313.                    | 62.                     | —                       | 207.                  | —                     | —                      | 1.                     | David Ferrer       |               |
| Velká Británie                                                                                              | Jack Draper           | Jack Draper           | Billy Harris            | Billy Harris            | Daniel Evans            | Daniel Evans            | Henry Patten          | Henry Patten          | Neal Skupski           | Neal Skupski           | Leon Smith         |               |
| Velká Británie                                                                                              | 20.                   | 538.                  | 101.                    | 486.                    | 178.                    | 867.                    | —                     | 17.                   | —                      | 19.                    | Leon Smith         |               |
| Žebříček ATP ve dvouhře a čtyřhře k 9. září 2024 / – nejvýše postavená jednička až pětka ve startovním poli |                       |                       |                         |                         |                         |                         |                       |                       |                        |                        |                    |               |

### Finanční odměny
Týmy obdržely odměny podle umístění ve skupině.
| 1. místo  | 2. místo  | 3. místo  | 4. místo  |
| --------- | --------- | --------- | --------- |
| 460 715 $ | 412 500 $ | 375 000 $ | 358 929 $ |

### Základní skupiny
|  | postup do vyřazovací fáze |

| Skupina | 1. místo      | 1. místo | 1. místo | 1. místo | 2. místo   | 2. místo | 2. místo | 2. místo | 3. místo       | 3. místo | 3. místo | 3. místo | 4. místo  | 4. místo | 4. místo | 4. místo |
| Skupina | tým           | MZ       | U        | S        | tým        | MZ       | U        | S        | tým            | MZ       | U        | S        | tým       | MZ       | U        | S        |
| ------- | ------------- | -------- | -------- | -------- | ---------- | -------- | -------- | -------- | -------------- | -------- | -------- | -------- | --------- | -------- | -------- | -------- |
| A       | Itálie        | 3–0      | 6–3      | 14–10    | Nizozemsko | 1–2      | 4–5      | 12–10    | Belgie         | 1–2      | 4–5      | 11–14    | Brazílie  | 1–2      | 4–5      | 10–13    |
| B       | Španělsko     | 3–0      | 7–2      | 15–9     | Austrálie  | 2–1      | 6–3      | 14–8     | Francie        | 1–2      | 4–5      | 11–12    | Česko     | 0–3      | 1–8      | 6–17     |
| C       | Spojené státy | 3–0      | 8–1      | 16–7     | Německo    | 2–1      | 7–2      | 15–5     | Chile          | 1–2      | 2–7      | 8–16     | Slovensko | 0–3      | 1-8      | 2–12     |
| D       | Kanada        | 3–0      | 7–2      | 15–4     | Argentina  | 2–1      | 6–3      | 12–9     | Velká Británie | 1–2      | 4–5      | 8–10     | Finsko    | 0–3      | 1–8      | 4–16     |

### Skupina A
| Poř.    | Tým        | mez. zápasy | utkání | sety  | % setů | hry     | % her |
| ------- | ---------- | ----------- | ------ | ----- | ------ | ------- | ----- |
| 1.      | Itálie     | 3–0         | 6–3    | 14–10 | 58 %   | 134–130 | 51 %  |
| 2.      | Nizozemsko | 1–2         | 4–5    | 12–10 | 55 %   | 121–122 | 50 %  |
| 3.      | Belgie     | 1–2         | 4–5    | 11–14 | 44 %   | 133–131 | 50 %  |
| 4.      | Brazílie   | 1–2         | 4–5    | 10–13 | 43 %   | 127–132 | 49 %  |
| Bologna |            |             |        |       |        |         |       |

#### Nizozemsko vs. Belgie
| | Nizozemsko | 1 :                                                                   | 2   | Belgie |     |  |
| --- | ---------- | --------------------------------------------------------------------- | --- | ------ | --- |  |
| Unipol Arena, Bologna 10. září 2024 |            |                                                                       |     |        |     |  |
| \| \| \| \| 1. \| 2. \| 3. \| \| \| -- \| \| --------------------------------------------------------------------- \| --- \| ----- \| --- \| \| \| 1. \| \| Botic van de Zandschulp Raphaël Collignon \| 7 5 \| 78 66 \| \| \| \| 2. \| \| Tallon Griekspoor Zizou Bergs \| 2 6 \| 7 62 \| 3 6 \| \| \| 3. \| \| Wesley Koolhof / Botic van de Zandschulp Sander Gillé / Joran Vliegen \| 6 4 \| 65 7 \| 4 6 \| \| \| \| \| \| \| \| \| \| \| \| \| \| \| \| \| \| \| \| \| \| \| \| \| \| \| \| \| \| \| \| \| \| \| \| \| \| \| \| \| \| |            |                                                                       |     |        |     |  |
| |            |                                                                       | 1.  | 2.     | 3.  |  |
| 1. |            | Botic van de Zandschulp Raphaël Collignon                             | 7 5 | 78 66  |     |  |
| 2. |            | Tallon Griekspoor Zizou Bergs                                         | 2 6 | 7 62   | 3 6 |  |
| 3. |            | Wesley Koolhof / Botic van de Zandschulp Sander Gillé / Joran Vliegen | 6 4 | 65 7   | 4 6 |  |
| |            |                                                                       |     |        |     |  |
| |            |                                                                       |     |        |     |  |
| |            |                                                                       |     |        |     |  |
| |            |                                                                       |     |        |     |  |
| |            |                                                                       |     |        |     |  |

#### Itálie vs. Brazílie
| | Itálie | 2 :                                                           | 1    | Brazílie |      |  |
| --- | ------ | ------------------------------------------------------------- | ---- | -------- | ---- |  |
| Unipol Arena, Bologna 11. září 2024 |        |                                                               |      |          |      |  |
| \| \| \| \| 1. \| 2. \| 3. \| \| \| -- \| \| ------------------------------------------------------------- \| ---- \| ---- \| ---- \| \| \| 1. \| \| Matteo Berrettini João Fonseca \| 6 1 \| 7 65 \| \| \| \| 2. \| \| Matteo Arnaldi Thiago Monteiro \| 7 5 \| 64 7 \| 7 65 \| \| \| 3. \| \| Simone Bolelli / Andrea Vavassori Rafael Matos / Marcelo Melo \| 7 63 \| 6 78 \| 5 7 \| \| \| \| \| \| \| \| \| \| \| \| \| \| \| \| \| \| \| \| \| \| \| \| \| \| \| \| \| \| \| \| \| \| \| \| \| \| \| \| \| \| |        |                                                               |      |          |      |  |
| |        |                                                               | 1.   | 2.       | 3.   |  |
| 1. |        | Matteo Berrettini João Fonseca                                | 6 1  | 7 65     |      |  |
| 2. |        | Matteo Arnaldi Thiago Monteiro                                | 7 5  | 64 7     | 7 65 |  |
| 3. |        | Simone Bolelli / Andrea Vavassori Rafael Matos / Marcelo Melo | 7 63 | 6 78     | 5 7  |  |
| |        |                                                               |      |          |      |  |
| |        |                                                               |      |          |      |  |
| |        |                                                               |      |          |      |  |
| |        |                                                               |      |          |      |  |
| |        |                                                               |      |          |      |  |

#### Nizozemsko vs. Brazílie
| | Nizozemsko | 2 :                                                                  | 1    | Brazílie |    |  |
| --- | ---------- | -------------------------------------------------------------------- | ---- | -------- | -- |  |
| Unipol Arena, Bologna 12. září 2024 |            |                                                                      |      |          |    |  |
| \| \| \| \| 1. \| 2. \| 3. \| \| \| -- \| \| -------------------------------------------------------------------- \| ---- \| ---- \| -- \| \| \| 1. \| \| Botic van de Zandschulp João Fonseca \| 4 6 \| 63 7 \| \| \| \| 2. \| \| Tallon Griekspoor Thiago Monteiro \| 7 62 \| 6 4 \| \| \| \| 3. \| \| Wesley Koolhof / Botic van de Zandschulp Rafael Matos / Marcelo Melo \| 6 4 \| 7 65 \| \| \| \| \| \| \| \| \| \| \| \| \| \| \| \| \| \| \| \| \| \| \| \| \| \| \| \| \| \| \| \| \| \| \| \| \| \| \| \| \| \| \| |            |                                                                      |      |          |    |  |
| |            |                                                                      | 1.   | 2.       | 3. |  |
| 1. |            | Botic van de Zandschulp João Fonseca                                 | 4 6  | 63 7     |    |  |
| 2. |            | Tallon Griekspoor Thiago Monteiro                                    | 7 62 | 6 4      |    |  |
| 3. |            | Wesley Koolhof / Botic van de Zandschulp Rafael Matos / Marcelo Melo | 6 4  | 7 65     |    |  |
| |            |                                                                      |      |          |    |  |
| |            |                                                                      |      |          |    |  |
| |            |                                                                      |      |          |    |  |
| |            |                                                                      |      |          |    |  |
| |            |                                                                      |      |          |    |  |

#### Itálie vs. Belgie
| | Itálie | 2 :                                                            | 1    | Belgie |     |   |
| --- | ------ | -------------------------------------------------------------- | ---- | ------ | --- | - |
| Unipol Arena, Bologna 13. září 2024 |        |                                                                |      |        |     |   |
| \| \| \| \| 1. \| 2. \| 3. \| \| \| -- \| \| -------------------------------------------------------------- \| ---- \| ---- \| --- \| - \| \| 1. \| \| Matteo Berrettini Alexander Blockx \| 3 6 \| 6 2 \| 7 5 \| \| \| 2. \| \| Flavio Cobolli Zizou Bergs \| 3 6 \| 7 65 \| 0 6 \| \| \| 3. \| \| Simone Bolelli / Andrea Vavassori Sander Gillé / Joran Vliegen \| 7 62 \| 7 5 \| \| } \| \| \| \| \| \| \| \| \| \| \| \| \| \| \| \| \| \| \| \| \| \| \| \| \| \| \| \| \| \| \| \| \| \| \| \| \| \| \| \| \| |        |                                                                |      |        |     |   |
| |        |                                                                | 1.   | 2.     | 3.  |   |
| 1. |        | Matteo Berrettini Alexander Blockx                             | 3 6  | 6 2    | 7 5 |   |
| 2. |        | Flavio Cobolli Zizou Bergs                                     | 3 6  | 7 65   | 0 6 |   |
| 3. |        | Simone Bolelli / Andrea Vavassori Sander Gillé / Joran Vliegen | 7 62 | 7 5    |     | } |
| |        |                                                                |      |        |     |   |
| |        |                                                                |      |        |     |   |
| |        |                                                                |      |        |     |   |
| |        |                                                                |      |        |     |   |
| |        |                                                                |      |        |     |   |

#### Belgie vs. Brazílie
| | Belgie | 1 :                                                               | 2   | Brazílie |     |  |
| --- | ------ | ----------------------------------------------------------------- | --- | -------- | --- |  |
| Unipol Arena, Bologna 14. září 2024 |        |                                                                   |     |          |     |  |
| \| \| \| \| 1. \| 2. \| 3. \| \| \| -- \| \| ----------------------------------------------------------------- \| --- \| ---- \| --- \| \| \| 1. \| \| Raphaël Collignon João Fonseca \| 3 6 \| 7 62 \| 3 6 \| \| \| 2. \| \| Zizou Bergs Thiago Monteiro \| 6 4 \| 65 7 \| 5 7 \| \| \| 3. \| \| Sander Gillé / Joran Vliegen Rafael Matos / Felipe Meligeni Alves \| 6 3 \| 3 6 \| 6 4 \| \| \| \| \| \| \| \| \| \| \| \| \| \| \| \| \| \| \| \| \| \| \| \| \| \| \| \| \| \| \| \| \| \| \| \| \| \| \| \| \| \| |        |                                                                   |     |          |     |  |
| |        |                                                                   | 1.  | 2.       | 3.  |  |
| 1. |        | Raphaël Collignon João Fonseca                                    | 3 6 | 7 62     | 3 6 |  |
| 2. |        | Zizou Bergs Thiago Monteiro                                       | 6 4 | 65 7     | 5 7 |  |
| 3. |        | Sander Gillé / Joran Vliegen Rafael Matos / Felipe Meligeni Alves | 6 3 | 3 6      | 6 4 |  |
| |        |                                                                   |     |          |     |  |
| |        |                                                                   |     |          |     |  |
| |        |                                                                   |     |          |     |  |
| |        |                                                                   |     |          |     |  |
| |        |                                                                   |     |          |     |  |

#### Itálie vs. Nizozemsko
| | Itálie | 2 :                                                                        | 1    | Nizozemsko |     |  |
| --- | ------ | -------------------------------------------------------------------------- | ---- | ---------- | --- |  |
| Unipol Arena, Bologna 15. září 2024 |        |                                                                            |      |            |     |  |
| \| \| \| \| 1. \| 2. \| 3. \| \| \| -- \| \| -------------------------------------------------------------------------- \| ---- \| --- \| --- \| \| \| 1. \| \| Matteo Berrettini Botic van de Zandschulp \| 3 6 \| 6 4 \| 6 4 \| \| \| 2. \| \| Flavio Cobolli Tallon Griekspoor \| 7 64 \| 4 6 \| 6 3 \| \| \| 3. \| \| Simone Bolelli / Andrea Vavassori Wesley Koolhof / Botic van de Zandschulp \| 6 78 \| 5 7 \| \| \| \| \| \| \| \| \| \| \| \| \| \| \| \| \| \| \| \| \| \| \| \| \| \| \| \| \| \| \| \| \| \| \| \| \| \| \| \| \| \| \| |        |                                                                            |      |            |     |  |
| |        |                                                                            | 1.   | 2.         | 3.  |  |
| 1. |        | Matteo Berrettini Botic van de Zandschulp                                  | 3 6  | 6 4        | 6 4 |  |
| 2. |        | Flavio Cobolli Tallon Griekspoor                                           | 7 64 | 4 6        | 6 3 |  |
| 3. |        | Simone Bolelli / Andrea Vavassori Wesley Koolhof / Botic van de Zandschulp | 6 78 | 5 7        |     |  |
| |        |                                                                            |      |            |     |  |
| |        |                                                                            |      |            |     |  |
| |        |                                                                            |      |            |     |  |
| |        |                                                                            |      |            |     |  |
| |        |                                                                            |      |            |     |  |

### Skupina B
| Poř.     | Tým       | mez. zápasy | utkání | sety  | % setů | hry     | % her |
| -------- | --------- | ----------- | ------ | ----- | ------ | ------- | ----- |
| 1.       | Španělsko | 3–0         | 7–2    | 15–9  | 63 %   | 130–109 | 54 %  |
| 2.       | Austrálie | 2–1         | 6–3    | 14–8  | 64 %   | 120–97  | 55 %  |
| 3.       | Francie   | 1–2         | 4–5    | 11–12 | 48 %   | 120–119 | 50 %  |
| 4.       | Česko     | 0–3         | 1–8    | 6–17  | 26 %   | 94–139  | 40 %  |
| Valencie |           |             |        |       |        |         |       |

#### Austrálie vs. Francie
| | Austrálie | 2 :                                                                        | 1    | Francie |     |  |
| --- | --------- | -------------------------------------------------------------------------- | ---- | ------- | --- |  |
| Pavelló Municipal Font de Sant Lluís, Valencie 10. září 2024 |           |                                                                            |      |         |     |  |
| \| \| \| \| 1. \| 2. \| 3. \| \| \| -- \| \| -------------------------------------------------------------------------- \| ---- \| ---- \| --- \| \| \| 1. \| \| Thanasi Kokkinakis Arthur Fils \| 7 64 \| 7 63 \| \| \| \| 2. \| \| Alexei Popyrin Ugo Humbert \| 3 6 \| 2 6 \| \| \| \| 3. \| \| Matthew Ebden / Max Purcell Pierre-Hugues Herbert / Édouard Roger-Vasselin \| 7 5 \| 5 7 \| 6 3 \| \| \| \| \| \| \| \| \| \| \| \| \| \| \| \| \| \| \| \| \| \| \| \| \| \| \| \| \| \| \| \| \| \| \| \| \| \| \| \| \| \| |           |                                                                            |      |         |     |  |
| |           |                                                                            | 1.   | 2.      | 3.  |  |
| 1. |           | Thanasi Kokkinakis Arthur Fils                                             | 7 64 | 7 63    |     |  |
| 2. |           | Alexei Popyrin Ugo Humbert                                                 | 3 6  | 2 6     |     |  |
| 3. |           | Matthew Ebden / Max Purcell Pierre-Hugues Herbert / Édouard Roger-Vasselin | 7 5  | 5 7     | 6 3 |  |
| |           |                                                                            |      |         |     |  |
| |           |                                                                            |      |         |     |  |
| |           |                                                                            |      |         |     |  |
| |           |                                                                            |      |         |     |  |
| |           |                                                                            |      |         |     |  |

#### Česko vs. Španělsko
| | Česko | 0 :                                                             | 3    | Španělsko |      |       |
| --- | --- | --------------------------------------------------------------- | ---- | --------- | ---- | ----- |
| Pavelló Municipal Font de Sant Lluís, Valencie 11. září 2024 | |                                                                 |      |           |      |       |
| \| \| \| \| 1. \| 2. \| 3. \| \| \| ----------- \| ----------------------------------------------------------------------------------------------------------------------------------------------------------------------------------------------------------------------------------------------------------------------------------------------------------------------------------------------- \| --------------------------------------------------------------- \| ---- \| --- \| ---- \| ----- \| \| 1. \| \| Jiří Lehečka Roberto Bautista Agut \| 61 7 \| 4 6 \| \| \| \| 2. \| \| Tomáš Macháč Carlos Alcaraz \| 7 63 \| 1 6 \| 0 0 \| skreč \| \| 3. \| \| Jakub Menšík / Adam Pavlásek Carlos Alcaraz / Marcel Granollers \| 7 62 \| 3 6 \| 62 7 \| \| \| \| \| \| \| \| \| \| \| \| \| \| \| \| \| \| \| \| \| \| \| \| \| \| \| Podrobnosti \| \| \| \| \| \| \| \| \| Předchozí poměr mezistátních zápasů mezi Českem a Španělskem činil 4–4. Naposledy vyhrál český tým na stejném dvorci v základní skupině finále 2023.[20]Před třetím setem skrečoval Macháč dvouhru s Alcarazem kvůli křeči lýtka prostupující do celého těla.[21][22] Utkání bylo do statistik započítáno jako Alcarazova výhra 6–7, 6–1 a 6–0. \| \| \| \| \| \| | |                                                                 |      |           |      |       |
| | |                                                                 | 1.   | 2.        | 3.   |       |
| 1. | | Jiří Lehečka Roberto Bautista Agut                              | 61 7 | 4 6       |      |       |
| 2. | | Tomáš Macháč Carlos Alcaraz                                     | 7 63 | 1 6       | 0 0  | skreč |
| 3. | | Jakub Menšík / Adam Pavlásek Carlos Alcaraz / Marcel Granollers | 7 62 | 3 6       | 62 7 |       |
| | |                                                                 |      |           |      |       |
| | |                                                                 |      |           |      |       |
| | |                                                                 |      |           |      |       |
| Podrobnosti | |                                                                 |      |           |      |       |
| | Předchozí poměr mezistátních zápasů mezi Českem a Španělskem činil 4–4. Naposledy vyhrál český tým na stejném dvorci v základní skupině finále 2023.Před třetím setem skrečoval Macháč dvouhru s Alcarazem kvůli křeči lýtka prostupující do celého těla. Utkání bylo do statistik započítáno jako Alcarazova výhra 6–7, 6–1 a 6–0. |                                                                 |      |           |      |       |

#### Austrálie vs. Česko
| | Austrálie | 3 :                                                      | 0   | Česko |     |       |
| --- | --- | -------------------------------------------------------- | --- | ----- | --- | ----- |
| Pavelló Municipal Font de Sant Lluís, Valencie 12. září 2024 | |                                                          |     |       |     |       |
| \| \| \| \| 1. \| 2. \| 3. \| \| \| ----------- \| ------------------------------------------------------------------------------------------------------------------------------------------------------------------------------------------------------------------------------------------------------------------------------------------------------------------------------------------------------------------------------------------------------------------------------------------------------------------------------------------------------------------------------------------------------------------------------------------------------------------------------------------------------------------------------------------------------------------------------------------------------------------- \| -------------------------------------------------------- \| --- \| ---- \| --- \| ----- \| \| 1. \| \| Thanasi Kokkinakis Jakub Menšík \| 6 2 \| 62 7 \| 6 3 \| \| \| 2. \| \| Alexei Popyrin Tomáš Macháč \| 1 0 \| \| \| skreč \| \| 3. \| \| Matthew Ebden / Max Purcell Jakub Menšík / Adam Pavlásek \| 6 4 \| 6 2 \| \| \| \| \| \| \| \| \| \| \| \| \| \| \| \| \| \| \| \| \| \| \| \| \| \| \| \| Podrobnosti \| \| \| \| \| \| \| \| \| Předchozí poměr mezistátních zápasů mezi Českem a Austrálií činil 1–9. Naposledy vyhrál australský tým v malažském světovém čtvrtfinále 2023. Jedinou výhru připsanou českému výběru získalo Československo ve štvanickém mezipásmovém semifinále 1975, kdy obě dvouhry vyhrál Kodeš a jednu Hřebec.[23]Lehečku indispovaného virózou nahradil v prvním singlu Menšík. Po šesti minutách druhé dvouhry proti Popyrinovi skrečoval, za stavu gamů 0–1, podruhé za sebou Macháč, který nebyl den po křečích zdravotně v pořádku. Do utkání nastoupil i kvůli omezenému počtu singlistů v týmu, když Navrátil jako jediný z kapitánů 16 celků nominoval pouze čtyři namísto pěti tenistů.[22][24] Utkání bylo do statistik započítáno jako Popyrinova výhra 6–0 a 6–0. \| \| \| \| \| \| | |                                                          |     |       |     |       |
| | |                                                          | 1.  | 2.    | 3.  |       |
| 1. | | Thanasi Kokkinakis Jakub Menšík                          | 6 2 | 62 7  | 6 3 |       |
| 2. | | Alexei Popyrin Tomáš Macháč                              | 1 0 |       |     | skreč |
| 3. | | Matthew Ebden / Max Purcell Jakub Menšík / Adam Pavlásek | 6 4 | 6 2   |     |       |
| | |                                                          |     |       |     |       |
| | |                                                          |     |       |     |       |
| | |                                                          |     |       |     |       |
| Podrobnosti | |                                                          |     |       |     |       |
| | Předchozí poměr mezistátních zápasů mezi Českem a Austrálií činil 1–9. Naposledy vyhrál australský tým v malažském světovém čtvrtfinále 2023. Jedinou výhru připsanou českému výběru získalo Československo ve štvanickém mezipásmovém semifinále 1975, kdy obě dvouhry vyhrál Kodeš a jednu Hřebec.Lehečku indispovaného virózou nahradil v prvním singlu Menšík. Po šesti minutách druhé dvouhry proti Popyrinovi skrečoval, za stavu gamů 0–1, podruhé za sebou Macháč, který nebyl den po křečích zdravotně v pořádku. Do utkání nastoupil i kvůli omezenému počtu singlistů v týmu, když Navrátil jako jediný z kapitánů 16 celků nominoval pouze čtyři namísto pěti tenistů. Utkání bylo do statistik započítáno jako Popyrinova výhra 6–0 a 6–0. |                                                          |     |       |     |       |

#### Francie vs. Španělsko
| | Francie | 1 :                                                                                    | 2     | Španělsko |          |  |
| --- | ------- | -------------------------------------------------------------------------------------- | ----- | --------- | -------- |  |
| Pavelló Municipal Font de Sant Lluís, Valencie 13. září 2024 |         |                                                                                        |       |           |          |  |
| \| \| \| \| 1. \| 2. \| 3. \| \| \| -- \| \| -------------------------------------------------------------------------------------- \| ----- \| ------- \| -------- \| \| \| 1. \| \| Arthur Fils Roberto Bautista Agut \| 6 2 \| 5 7 \| 3 6 \| \| \| 2. \| \| Ugo Humbert Carlos Alcaraz \| 3 6 \| 3 6 \| \| \| \| 3. \| \| Pierre-Hugues Herbert / Édouard Roger-Vasselin Pablo Carreño Busta / Marcel Granollers \| 79 67 \| 610 712 \| [10] [8] \| \| \| \| \| \| \| \| \| \| \| \| \| \| \| \| \| \| \| \| \| \| \| \| \| \| \| \| \| \| \| \| \| \| \| \| \| \| \| \| \| \| |         |                                                                                        |       |           |          |  |
| |         |                                                                                        | 1.    | 2.        | 3.       |  |
| 1. |         | Arthur Fils Roberto Bautista Agut                                                      | 6 2   | 5 7       | 3 6      |  |
| 2. |         | Ugo Humbert Carlos Alcaraz                                                             | 3 6   | 3 6       |          |  |
| 3. |         | Pierre-Hugues Herbert / Édouard Roger-Vasselin Pablo Carreño Busta / Marcel Granollers | 79 67 | 610 712   | [10] [8] |  |
| |         |                                                                                        |       |           |          |  |
| |         |                                                                                        |       |           |          |  |
| |         |                                                                                        |       |           |          |  |
| |         |                                                                                        |       |           |          |  |
| |         |                                                                                        |       |           |          |  |

#### Česko vs. Francie
| | Česko | 1 :                                                                     | 2    | Francie |     |  |
| --- | --- | ----------------------------------------------------------------------- | ---- | ------- | --- |  |
| Pavelló Municipal Font de Sant Lluís, Valencie 14. září 2024 | |                                                                         |      |         |     |  |
| \| \| \| \| 1. \| 2. \| 3. \| \| \| ----------- \| ------------------------------------------------------------------------------------------------------------------------------------------------------------------------------------------------------------------------------------------------------------------------------------------------------------------------------------------------------------------------------------------------------------------------------------------------------------------------ \| ----------------------------------------------------------------------- \| ---- \| --- \| --- \| \| \| 1. \| \| Jakub Menšík Arthur Rinderknech \| 2 6 \| 6 3 \| 7 5 \| \| \| 2. \| \| Jiří Lehečka Arthur Fils \| 7 65 \| 5 7 \| 4 6 \| \| \| 3. \| \| Jakub Menšík / Adam Pavlásek Pierre-Hugues Herbert / Arthur Rinderknech \| 64 7 \| 5 7 \| \| \| \| \| \| \| \| \| \| \| \| \| \| \| \| \| \| \| \| \| \| \| \| \| \| \| \| Podrobnosti \| \| \| \| \| \| \| \| \| Předchozí poměr mezistátních zápasů mezi Českem a Francií činil 7–10. Naposledy vyhrál francouzský tým v innsbrucké skupině finále 2021.[26]Ve třetí sadě úvodní dvouhry odvrátil Menšík, za stavu gamů 4–5, dva mečboly Rinderknechovi. Po výhře získal jediný český bod ve finálovém turnaji.[27]Po skončení skupiny vystřídal Jaroslava Navrátila na pozici nehrajícího kapitána Tomáš Berdych. Navrátil český tým vedl od roku 2006 ve 48 mezistátních zápasech.[28] \| \| \| \| \| \| | |                                                                         |      |         |     |  |
| | |                                                                         | 1.   | 2.      | 3.  |  |
| 1. | | Jakub Menšík Arthur Rinderknech                                         | 2 6  | 6 3     | 7 5 |  |
| 2. | | Jiří Lehečka Arthur Fils                                                | 7 65 | 5 7     | 4 6 |  |
| 3. | | Jakub Menšík / Adam Pavlásek Pierre-Hugues Herbert / Arthur Rinderknech | 64 7 | 5 7     |     |  |
| | |                                                                         |      |         |     |  |
| | |                                                                         |      |         |     |  |
| | |                                                                         |      |         |     |  |
| Podrobnosti | |                                                                         |      |         |     |  |
| | Předchozí poměr mezistátních zápasů mezi Českem a Francií činil 7–10. Naposledy vyhrál francouzský tým v innsbrucké skupině finále 2021.Ve třetí sadě úvodní dvouhry odvrátil Menšík, za stavu gamů 4–5, dva mečboly Rinderknechovi. Po výhře získal jediný český bod ve finálovém turnaji.Po skončení skupiny vystřídal Jaroslava Navrátila na pozici nehrajícího kapitána Tomáš Berdych. Navrátil český tým vedl od roku 2006 ve 48 mezistátních zápasech. |                                                                         |      |         |     |  |

#### Austrálie vs. Španělsko
| | Austrálie | 1 :                                                            | 2   | Španělsko |      |  |
| --- | --------- | -------------------------------------------------------------- | --- | --------- | ---- |  |
| Pavelló Municipal Font de Sant Lluís, Valencie 15. září 2024 |           |                                                                |     |           |      |  |
| \| \| \| \| 1. \| 2. \| 3. \| \| \| -- \| \| -------------------------------------------------------------- \| --- \| --- \| ---- \| \| \| 1. \| \| Jordan Thompson Pablo Carreño Busta \| 6 2 \| 2 6 \| 63 7 \| \| \| 2. \| \| Alexei Popyrin Pedro Martínez \| 6 4 \| 6 4 \| \| \| \| 3. \| \| Matthew Ebden / Max Purcell Marcel Granollers / Pedro Martínez \| 7 5 \| 4 6 \| 4 6 \| \| \| \| \| \| \| \| \| \| \| \| \| \| \| \| \| \| \| \| \| \| \| \| \| \| \| \| \| \| \| \| \| \| \| \| \| \| \| \| \| \| |           |                                                                |     |           |      |  |
| |           |                                                                | 1.  | 2.        | 3.   |  |
| 1. |           | Jordan Thompson Pablo Carreño Busta                            | 6 2 | 2 6       | 63 7 |  |
| 2. |           | Alexei Popyrin Pedro Martínez                                  | 6 4 | 6 4       |      |  |
| 3. |           | Matthew Ebden / Max Purcell Marcel Granollers / Pedro Martínez | 7 5 | 4 6       | 4 6  |  |
| |           |                                                                |     |           |      |  |
| |           |                                                                |     |           |      |  |
| |           |                                                                |     |           |      |  |
| |           |                                                                |     |           |      |  |
| |           |                                                                |     |           |      |  |

### Skupina C
| Poř.    | Tým           | mez. zápasy | utkání | sety | % setů | hry     | % her |
| ------- | ------------- | ----------- | ------ | ---- | ------ | ------- | ----- |
| 1.      | Spojené státy | 3–0         | 8–1    | 16–7 | 70 %   | 126–110 | 53 %  |
| 2.      | Německo       | 2–1         | 7–2    | 15–5 | 75 %   | 114–87  | 57 %  |
| 3.      | Chile         | 1–2         | 2–7    | 8–16 | 33 %   | 111–131 | 46 %  |
| 4.      | Slovensko     | 0–3         | 1–8    | 6–17 | 26 %   | 102–125 | 45 %  |
| Ču-chaj |               |             |        |      |        |         |       |

#### Německo vs. Slovensko
| | Německo | 3 :                                                  | 0   | Slovensko |      |  |
| --- | ------- | ---------------------------------------------------- | --- | --------- | ---- |  |
| Tenisové centrum v Cheng-čchinu, Ču-chaj 10. září 2024 |         |                                                      |     |           |      |  |
| \| \| \| \| 1. \| 2. \| 3. \| \| \| -- \| \| ---------------------------------------------------- \| --- \| --- \| ---- \| \| \| 1. \| \| Maximilian Marterer Lukáš Klein \| 6 4 \| 7 5 \| \| \| \| 2. \| \| Yannick Hanfmann Jozef Kovalík \| 3 6 \| 6 3 \| 7 63 \| \| \| 3. \| \| Kevin Krawietz / Tim Pütz Lukáš Klein / Igor Zelenay \| 7 5 \| 6 3 \| \| \| \| \| \| \| \| \| \| \| \| \| \| \| \| \| \| \| \| \| \| \| \| \| \| \| \| \| \| \| \| \| \| \| \| \| \| \| \| \| \| \| |         |                                                      |     |           |      |  |
| |         |                                                      | 1.  | 2.        | 3.   |  |
| 1. |         | Maximilian Marterer Lukáš Klein                      | 6 4 | 7 5       |      |  |
| 2. |         | Yannick Hanfmann Jozef Kovalík                       | 3 6 | 6 3       | 7 63 |  |
| 3. |         | Kevin Krawietz / Tim Pütz Lukáš Klein / Igor Zelenay | 7 5 | 6 3       |      |  |
| |         |                                                      |     |           |      |  |
| |         |                                                      |     |           |      |  |
| |         |                                                      |     |           |      |  |
| |         |                                                      |     |           |      |  |
| |         |                                                      |     |           |      |  |

#### Spojené státy americké vs. Chile
| | Spojené státy americké | 3 :                                                           | 0    | Chile |      |  |
| --- | ---------------------- | ------------------------------------------------------------- | ---- | ----- | ---- |  |
| Tenisové centrum v Cheng-čchinu, Ču-chaj 11. září 2024 |                        |                                                               |      |       |      |  |
| \| \| \| \| 1. \| 2. \| 3. \| \| \| -- \| \| ------------------------------------------------------------- \| ---- \| --- \| ---- \| \| \| 1. \| \| Reilly Opelka Cristian Garín \| 6 3 \| 4 6 \| 7 63 \| \| \| 2. \| \| Brandon Nakashima Alejandro Tabilo \| 7 65 \| 2 6 \| 7 63 \| \| \| 3. \| \| Austin Krajicek / Rajeev Ram Tomás Barrios Vera / Matías Soto \| 4 6 \| 6 4 \| 7 63 \| \| \| \| \| \| \| \| \| \| \| \| \| \| \| \| \| \| \| \| \| \| \| \| \| \| \| \| \| \| \| \| \| \| \| \| \| \| \| \| \| \| |                        |                                                               |      |       |      |  |
| |                        |                                                               | 1.   | 2.    | 3.   |  |
| 1. |                        | Reilly Opelka Cristian Garín                                  | 6 3  | 4 6   | 7 63 |  |
| 2. |                        | Brandon Nakashima Alejandro Tabilo                            | 7 65 | 2 6   | 7 63 |  |
| 3. |                        | Austin Krajicek / Rajeev Ram Tomás Barrios Vera / Matías Soto | 4 6  | 6 4   | 7 63 |  |
| |                        |                                                               |      |       |      |  |
| |                        |                                                               |      |       |      |  |
| |                        |                                                               |      |       |      |  |
| |                        |                                                               |      |       |      |  |
| |                        |                                                               |      |       |      |  |

#### Německo vs. Chile
| | Německo | 3 :                                                        | 0   | Chile |    |  |
| --- | ------- | ---------------------------------------------------------- | --- | ----- | -- |  |
| Tenisové centrum v Cheng-čchinu, Ču-chaj 12. září 2024 |         |                                                            |     |       |    |  |
| \| \| \| \| 1. \| 2. \| 3. \| \| \| -- \| \| ---------------------------------------------------------- \| --- \| --- \| -- \| \| \| 1. \| \| Maximilian Marterer Tomás Barrios Vera \| 6 1 \| 6 3 \| \| \| \| 2. \| \| Yannick Hanfmann Alejandro Tabilo \| 7 5 \| 6 4 \| \| \| \| 3. \| \| Kevin Krawietz / Tim Pütz Tomás Barrios Vera / Matías Soto \| 6 1 \| 6 3 \| \| \| \| \| \| \| \| \| \| \| \| \| \| \| \| \| \| \| \| \| \| \| \| \| \| \| \| \| \| \| \| \| \| \| \| \| \| \| \| \| \| \| |         |                                                            |     |       |    |  |
| |         |                                                            | 1.  | 2.    | 3. |  |
| 1. |         | Maximilian Marterer Tomás Barrios Vera                     | 6 1 | 6 3   |    |  |
| 2. |         | Yannick Hanfmann Alejandro Tabilo                          | 7 5 | 6 4   |    |  |
| 3. |         | Kevin Krawietz / Tim Pütz Tomás Barrios Vera / Matías Soto | 6 1 | 6 3   |    |  |
| |         |                                                            |     |       |    |  |
| |         |                                                            |     |       |    |  |
| |         |                                                            |     |       |    |  |
| |         |                                                            |     |       |    |  |
| |         |                                                            |     |       |    |  |

#### Spojené státy americké vs. Slovensko
| | Spojené státy americké | 3 :                                                       | 0    | Slovensko |          |  |
| --- | ---------------------- | --------------------------------------------------------- | ---- | --------- | -------- |  |
| Tenisové centrum v Cheng-čchinu, Ču-chaj 13. září 2024 |                        |                                                           |      |           |          |  |
| \| \| \| \| 1. \| 2. \| 3. \| \| \| -- \| \| --------------------------------------------------------- \| ---- \| ---- \| -------- \| \| \| 1. \| \| Mackenzie McDonald Lukáš Klein \| 6 4 \| 6 3 \| \| \| \| 2. \| \| Brandon Nakashima Jozef Kovalík \| 6 3 \| 6 3 \| \| \| \| 3. \| \| Austin Krajicek / Rajeev Ram Norbert Gombos / Lukáš Klein \| 64 7 \| 7 64 \| [10] [1] \| \| \| \| \| \| \| \| \| \| \| \| \| \| \| \| \| \| \| \| \| \| \| \| \| \| \| \| \| \| \| \| \| \| \| \| \| \| \| \| \| \| |                        |                                                           |      |           |          |  |
| |                        |                                                           | 1.   | 2.        | 3.       |  |
| 1. |                        | Mackenzie McDonald Lukáš Klein                            | 6 4  | 6 3       |          |  |
| 2. |                        | Brandon Nakashima Jozef Kovalík                           | 6 3  | 6 3       |          |  |
| 3. |                        | Austin Krajicek / Rajeev Ram Norbert Gombos / Lukáš Klein | 64 7 | 7 64      | [10] [1] |  |
| |                        |                                                           |      |           |          |  |
| |                        |                                                           |      |           |          |  |
| |                        |                                                           |      |           |          |  |
| |                        |                                                           |      |           |          |  |
| |                        |                                                           |      |           |          |  |

#### Německo vs. Spojené státy americké
| | Německo | 1 :                                                    | 2    | Spojené státy americké |     |  |
| --- | ------- | ------------------------------------------------------ | ---- | ---------------------- | --- |  |
| Tenisové centrum v Cheng-čchinu, Ču-chaj 14. září 2024 |         |                                                        |      |                        |     |  |
| \| \| \| \| 1. \| 2. \| 3. \| \| \| -- \| \| ------------------------------------------------------ \| ---- \| ------ \| --- \| \| \| 1. \| \| Henri Squire Reilly Opelka \| 7 64 \| 69 711 \| 3 6 \| \| \| 2. \| \| Maximilian Marterer Brandon Nakashima \| 4 6 \| 2 6 \| \| \| \| 3. \| \| Kevin Krawietz / Tim Pütz Austin Krajicek / Rajeev Ram \| 6 1 \| 7 64 \| \| \| \| \| \| \| \| \| \| \| \| \| \| \| \| \| \| \| \| \| \| \| \| \| \| \| \| \| \| \| \| \| \| \| \| \| \| \| \| \| \| \| |         |                                                        |      |                        |     |  |
| |         |                                                        | 1.   | 2.                     | 3.  |  |
| 1. |         | Henri Squire Reilly Opelka                             | 7 64 | 69 711                 | 3 6 |  |
| 2. |         | Maximilian Marterer Brandon Nakashima                  | 4 6  | 2 6                    |     |  |
| 3. |         | Kevin Krawietz / Tim Pütz Austin Krajicek / Rajeev Ram | 6 1  | 7 64                   |     |  |
| |         |                                                        |      |                        |     |  |
| |         |                                                        |      |                        |     |  |
| |         |                                                        |      |                        |     |  |
| |         |                                                        |      |                        |     |  |
| |         |                                                        |      |                        |     |  |

#### Slovensko vs. Chile
| | Slovensko | 1 :                                                             | 2   | Chile |      |  |
| --- | --------- | --------------------------------------------------------------- | --- | ----- | ---- |  |
| Tenisové centrum v Cheng-čchinu, Ču-chaj 15. září 2024 |           |                                                                 |     |       |      |  |
| \| \| \| \| 1. \| 2. \| 3. \| \| \| -- \| \| --------------------------------------------------------------- \| --- \| ---- \| ---- \| \| \| 1. \| \| Norbert Gombos Cristian Garín \| 6 2 \| 1 6 \| 2 6 \| \| \| 2. \| \| Jozef Kovalík Alejandro Tabilo \| 6 4 \| 65 7 \| 6 1 \| \| \| 3. \| \| Norbert Gombos / Lukáš Klein Tomás Barrios Vera / Nicolás Jarry \| 4 6 \| 7 63 \| 65 7 \| \| \| \| \| \| \| \| \| \| \| \| \| \| \| \| \| \| \| \| \| \| \| \| \| \| \| \| \| \| \| \| \| \| \| \| \| \| \| \| \| \| |           |                                                                 |     |       |      |  |
| |           |                                                                 | 1.  | 2.    | 3.   |  |
| 1. |           | Norbert Gombos Cristian Garín                                   | 6 2 | 1 6   | 2 6  |  |
| 2. |           | Jozef Kovalík Alejandro Tabilo                                  | 6 4 | 65 7  | 6 1  |  |
| 3. |           | Norbert Gombos / Lukáš Klein Tomás Barrios Vera / Nicolás Jarry | 4 6 | 7 63  | 65 7 |  |
| |           |                                                                 |     |       |      |  |
| |           |                                                                 |     |       |      |  |
| |           |                                                                 |     |       |      |  |
| |           |                                                                 |     |       |      |  |
| |           |                                                                 |     |       |      |  |

### Skupina D
| Poř.       | Tým            | mez. zápasy | utkání | sety | % setů | hry    | % her |
| ---------- | -------------- | ----------- | ------ | ---- | ------ | ------ | ----- |
| 1.         | Kanada         | 3–0         | 7–2    | 15–4 | 79 %   | 111–77 | 59 %  |
| 2.         | Argentina      | 2–1         | 6–3    | 12–9 | 57 %   | 112–98 | 53 %  |
| 3.         | Velká Británie | 1–2         | 4–5    | 8–10 | 44 %   | 97–104 | 48 %  |
| 4.         | Finsko         | 0–3         | 1–8    | 4–16 | 20 %   | 83–124 | 40 %  |
| Manchester |                |             |        |      |        |        |       |

#### Kanada vs. Argentina
| | Kanada | 2 :                                                                | 1   | Argentina |     |   |
| --- | ------ | ------------------------------------------------------------------ | --- | --------- | --- | - |
| Manchester Arena, Manchester 10. září 2024 |        |                                                                    |     |           |     |   |
| \| \| \| \| 1. \| 2. \| 3. \| \| \| -- \| \| ------------------------------------------------------------------ \| --- \| --- \| --- \| - \| \| 1. \| \| Denis Shapovalov Francisco Cerúndolo \| 7 5 \| 6 3 \| \| \| \| 2. \| \| Félix Auger-Aliassime Sebastián Báez \| 6 3 \| 6 3 \| \| \| \| 3. \| \| Vasek Pospisil / Denis Shapovalov Máximo González / Andrés Molteni \| 6 2 \| 3 6 \| 2 6 \| } \| \| \| \| \| \| \| \| \| \| \| \| \| \| \| \| \| \| \| \| \| \| \| \| \| \| \| \| \| \| \| \| \| \| \| \| \| \| \| \| \| |        |                                                                    |     |           |     |   |
| |        |                                                                    | 1.  | 2.        | 3.  |   |
| 1. |        | Denis Shapovalov Francisco Cerúndolo                               | 7 5 | 6 3       |     |   |
| 2. |        | Félix Auger-Aliassime Sebastián Báez                               | 6 3 | 6 3       |     |   |
| 3. |        | Vasek Pospisil / Denis Shapovalov Máximo González / Andrés Molteni | 6 2 | 3 6       | 2 6 | } |
| |        |                                                                    |     |           |     |   |
| |        |                                                                    |     |           |     |   |
| |        |                                                                    |     |           |     |   |
| |        |                                                                    |     |           |     |   |
| |        |                                                                    |     |           |     |   |

#### Finsko vs. Velká Británie
| | Finsko | 1 :                                                       | 2    | Velká Británie |    |  |
| --- | ------ | --------------------------------------------------------- | ---- | -------------- | -- |  |
| Manchester Arena, Manchester 11. září 2024 |        |                                                           |      |                |    |  |
| \| \| \| \| 1. \| 2. \| 3. \| \| \| -- \| \| --------------------------------------------------------- \| ---- \| ---- \| -- \| \| \| 1. \| \| Eero Vasa Dan Evans \| 63 7 \| 2 6 \| \| \| \| 2. \| \| Otto Virtanen Billy Harris \| 4 6 \| 64 7 \| \| \| \| 3. \| \| Harri Heliövaara / Otto Virtanen Dan Evans / Neal Skupski \| 7 64 \| 7 5 \| \| \| \| \| \| \| \| \| \| \| \| \| \| \| \| \| \| \| \| \| \| \| \| \| \| \| \| \| \| \| \| \| \| \| \| \| \| \| \| \| \| \| |        |                                                           |      |                |    |  |
| |        |                                                           | 1.   | 2.             | 3. |  |
| 1. |        | Eero Vasa Dan Evans                                       | 63 7 | 2 6            |    |  |
| 2. |        | Otto Virtanen Billy Harris                                | 4 6  | 64 7           |    |  |
| 3. |        | Harri Heliövaara / Otto Virtanen Dan Evans / Neal Skupski | 7 64 | 7 5            |    |  |
| |        |                                                           |      |                |    |  |
| |        |                                                           |      |                |    |  |
| |        |                                                           |      |                |    |  |
| |        |                                                           |      |                |    |  |
| |        |                                                           |      |                |    |  |

#### Kanada vs. Finsko
| | Kanada | 3 :                                                                       | 0    | Finsko |    |  |
| --- | ------ | ------------------------------------------------------------------------- | ---- | ------ | -- |  |
| Manchester Arena, Manchester 12. září 2024 |        |                                                                           |      |        |    |  |
| \| \| \| \| 1. \| 2. \| 3. \| \| \| -- \| \| ------------------------------------------------------------------------- \| ---- \| --- \| -- \| \| \| 1. \| \| Denis Shapovalov Eero Vasa \| 7 62 \| 6 2 \| \| \| \| 2. \| \| Félix Auger-Aliassime Otto Virtanen \| 6 2 \| 6 3 \| \| \| \| 3. \| \| Félix Auger-Aliassime / Denis Shapovalov Harri Heliövaara / Otto Virtanen \| 6 2 \| 7 5 \| \| \| \| \| \| \| \| \| \| \| \| \| \| \| \| \| \| \| \| \| \| \| \| \| \| \| \| \| \| \| \| \| \| \| \| \| \| \| \| \| \| \| |        |                                                                           |      |        |    |  |
| |        |                                                                           | 1.   | 2.     | 3. |  |
| 1. |        | Denis Shapovalov Eero Vasa                                                | 7 62 | 6 2    |    |  |
| 2. |        | Félix Auger-Aliassime Otto Virtanen                                       | 6 2  | 6 3    |    |  |
| 3. |        | Félix Auger-Aliassime / Denis Shapovalov Harri Heliövaara / Otto Virtanen | 6 2  | 7 5    |    |  |
| |        |                                                                           |      |        |    |  |
| |        |                                                                           |      |        |    |  |
| |        |                                                                           |      |        |    |  |
| |        |                                                                           |      |        |    |  |
| |        |                                                                           |      |        |    |  |

#### Velká Británie vs. Argentina
| | Velká Británie | 1 :                                                       | 2    | Argentina |    |  |
| --- | -------------- | --------------------------------------------------------- | ---- | --------- | -- |  |
| Manchester Arena, Manchester 13. září 2024 |                |                                                           |      |           |    |  |
| \| \| \| \| 1. \| 2. \| 3. \| \| \| -- \| \| --------------------------------------------------------- \| ---- \| --- \| -- \| \| \| 1. \| \| Dan Evans Tomás Martín Etcheverry \| 2 6 \| 5 7 \| \| \| \| 2. \| \| Jack Draper Francisco Cerúndolo \| 64 7 \| 5 7 \| \| \| \| 3. \| \| Dan Evans / Neal Skupski Máximo González / Andrés Molteni \| 6 3 \| 7 5 \| \| \| \| \| \| \| \| \| \| \| \| \| \| \| \| \| \| \| \| \| \| \| \| \| \| \| \| \| \| \| \| \| \| \| \| \| \| \| \| \| \| \| |                |                                                           |      |           |    |  |
| |                |                                                           | 1.   | 2.        | 3. |  |
| 1. |                | Dan Evans Tomás Martín Etcheverry                         | 2 6  | 5 7       |    |  |
| 2. |                | Jack Draper Francisco Cerúndolo                           | 64 7 | 5 7       |    |  |
| 3. |                | Dan Evans / Neal Skupski Máximo González / Andrés Molteni | 6 3  | 7 5       |    |  |
| |                |                                                           |      |           |    |  |
| |                |                                                           |      |           |    |  |
| |                |                                                           |      |           |    |  |
| |                |                                                           |      |           |    |  |
| |                |                                                           |      |           |    |  |

#### Finsko vs. Argentina
| | Finsko | 0 :                                                                    | 3    | Argentina |     |  |
| --- | ------ | ---------------------------------------------------------------------- | ---- | --------- | --- |  |
| Manchester Arena, Manchester 14. září 2024 |        |                                                                        |      |           |     |  |
| \| \| \| \| 1. \| 2. \| 3. \| \| \| -- \| \| ---------------------------------------------------------------------- \| ---- \| --- \| --- \| \| \| 1. \| \| Eero Vasa Tomás Martín Etcheverry \| 65 7 \| 3 6 \| \| \| \| 2. \| \| Otto Virtanen Francisco Cerúndolo \| 7 64 \| 1 6 \| 0 6 \| \| \| 3. \| \| Harri Heliövaara / Patrick Kaukovalta Máximo González / Andrés Molteni \| 7 63 \| 4 6 \| 3 6 \| \| \| \| \| \| \| \| \| \| \| \| \| \| \| \| \| \| \| \| \| \| \| \| \| \| \| \| \| \| \| \| \| \| \| \| \| \| \| \| \| \| |        |                                                                        |      |           |     |  |
| |        |                                                                        | 1.   | 2.        | 3.  |  |
| 1. |        | Eero Vasa Tomás Martín Etcheverry                                      | 65 7 | 3 6       |     |  |
| 2. |        | Otto Virtanen Francisco Cerúndolo                                      | 7 64 | 1 6       | 0 6 |  |
| 3. |        | Harri Heliövaara / Patrick Kaukovalta Máximo González / Andrés Molteni | 7 63 | 4 6       | 3 6 |  |
| |        |                                                                        |      |           |     |  |
| |        |                                                                        |      |           |     |  |
| |        |                                                                        |      |           |     |  |
| |        |                                                                        |      |           |     |  |
| |        |                                                                        |      |           |     |  |

#### Kanada vs. Velká Británie
| | Kanada | 2 :                                                           | 1      | Velká Británie |    |  |
| --- | ------ | ------------------------------------------------------------- | ------ | -------------- | -- |  |
| Manchester Arena, Manchester 15. září 2024 |        |                                                               |        |                |    |  |
| \| \| \| \| 1. \| 2. \| 3. \| \| \| -- \| \| ------------------------------------------------------------- \| ------ \| --- \| -- \| \| \| 1. \| \| Denis Shapovalov Dan Evans \| 6 0 \| 7 5 \| \| \| \| 2. \| \| Félix Auger-Aliassime Jack Draper \| 710 68 \| 7 5 \| \| \| \| 3. \| \| Gabriel Diallo / Alexis Galarneau Henry Patten / Neal Skupski \| 64 7 \| 4 6 \| \| \| \| \| \| \| \| \| \| \| \| \| \| \| \| \| \| \| \| \| \| \| \| \| \| \| \| \| \| \| \| \| \| \| \| \| \| \| \| \| \| \| |        |                                                               |        |                |    |  |
| |        |                                                               | 1.     | 2.             | 3. |  |
| 1. |        | Denis Shapovalov Dan Evans                                    | 6 0    | 7 5            |    |  |
| 2. |        | Félix Auger-Aliassime Jack Draper                             | 710 68 | 7 5            |    |  |
| 3. |        | Gabriel Diallo / Alexis Galarneau Henry Patten / Neal Skupski | 64 7   | 4 6            |    |  |
| |        |                                                               |        |                |    |  |
| |        |                                                               |        |                |    |  |
| |        |                                                               |        |                |    |  |
| |        |                                                               |        |                |    |  |
| |        |                                                               |        |                |    |  |

## Vyřazovací fáze

### Pavouk
|  | Čtvrtfinále           | Čtvrtfinále           | Čtvrtfinále           |                       |                       | Semifinále            | Semifinále            | Semifinále            |                       |                       | Finále                | Finále                | Finále                |                       |                       |
|  |                       |                       |                       |                       |                       |                       |                       |                       |                       |                       |                       |                       |                       |                       |                       |
|  | 21. listopadu, Malaga |                       |                       |                       |                       |                       |                       |                       |                       |                       |                       |                       |                       |                       |                       |
|  |                       | Itálie                | 2                     |                       |                       |                       |                       |                       |                       |                       |                       |                       |                       |                       |                       |
|  |                       | Argentina             | 1                     |                       |                       | 23. listopadu, Malaga | 23. listopadu, Malaga | 23. listopadu, Malaga | 23. listopadu, Malaga | 23. listopadu, Malaga |                       |                       |                       |                       |                       |
|  |                       |                       |                       |                       |                       | Itálie                | 2                     |                       |                       |                       |                       |                       |                       |                       |                       |
|  | 21. listopadu, Malaga | 21. listopadu, Malaga | 21. listopadu, Malaga | 21. listopadu, Malaga |                       |                       | Austrálie             | 0                     |                       |                       |                       |                       |                       |                       |                       |
|  |                       | Spojené státy         | 1                     |                       |                       |                       |                       |                       |                       |                       |                       |                       |                       |                       |                       |
|  |                       | Austrálie             | 2                     |                       |                       |                       |                       |                       |                       |                       | 24. listopadu, Malaga | 24. listopadu, Malaga | 24. listopadu, Malaga | 24. listopadu, Malaga | 24. listopadu, Malaga |
|  |                       |                       |                       |                       |                       |                       |                       |                       |                       |                       |                       | Itálie                | 2                     |                       |                       |
|  | 20. listopadu, Malaga | 20. listopadu, Malaga | 20. listopadu, Malaga | 20. listopadu, Malaga | 20. listopadu, Malaga |                       |                       |                       |                       |                       |                       | Nizozemsko            | 0                     |                       |                       |
|  |                       | Německo               | 2                     |                       |                       |                       |                       |                       |                       |                       |                       |                       |                       |                       |                       |
|  |                       | Kanada                | 0                     |                       |                       | 22. listopadu, Malaga | 22. listopadu, Malaga | 22. listopadu, Malaga | 22. listopadu, Malaga | 22. listopadu, Malaga |                       |                       |                       |                       |                       |
|  |                       |                       |                       |                       |                       | Německo               | 0                     |                       |                       |                       |                       |                       |                       |                       |                       |
|  | 19. listopadu, Malaga | 19. listopadu, Malaga | 19. listopadu, Malaga | 19. listopadu, Malaga |                       |                       | Nizozemsko            | 2                     |                       |                       |                       |                       |                       |                       |                       |
|  |                       | Nizozemsko            | 2                     |                       |                       |                       |                       |                       |                       |                       |                       |                       |                       |                       |                       |
|  |                       | Španělsko             | 1                     |                       |                       |                       |                       |                       |                       |                       |                       |                       |                       |                       |                       |

### Čtvrtfinále

#### Nizozemsko vs. Španělsko
| | Nizozemsko | 2 :                                                                         | 1    | Španělsko |    |  |
| --- | --- | --------------------------------------------------------------------------- | ---- | --------- | -- |  |
| Martin Carpena Arena, Málaga, Španělsko 19. listopadu 2024, 17:00 SEČ | |                                                                             |      |           |    |  |
| \| \| \| \| 1. \| 2. \| 3. \| \| \| ----------- \| ------------------------------------------------------------------------------------------------------------------------------------------------------------------------------------------------------------- \| --------------------------------------------------------------------------- \| ---- \| ---- \| -- \| \| \| 1. \| \| Botic van de Zandschulp Rafael Nadal \| 6 4 \| 6 4 \| \| \| \| 2. \| \| Tallon Griekspoor Carlos Alcaraz \| 60 7 \| 3 6 \| \| \| \| 3. \| \| Wesley Koolhof / Botic van de Zandschulp Carlos Alcaraz / Marcel Granollers \| 7 64 \| 7 63 \| \| \| \| \| \| \| \| \| \| \| \| \| \| \| \| \| \| \| \| \| \| \| \| \| \| \| \| Podrobnosti \| \| \| \| \| \| \| \| \| Předchozí poměr vzájemných zápasů mezi Nizozemskem a Španělskem činil 2–6. Naposledy vyhráli Španělé ve čtvrtfinále Světové skupiny 2004.Poslední zápas profesionální kariéry odehrál 38letý Rafael Nadal.[5] \| \| \| \| \| \| | |                                                                             |      |           |    |  |
| | |                                                                             | 1.   | 2.        | 3. |  |
| 1. | | Botic van de Zandschulp Rafael Nadal                                        | 6 4  | 6 4       |    |  |
| 2. | | Tallon Griekspoor Carlos Alcaraz                                            | 60 7 | 3 6       |    |  |
| 3. | | Wesley Koolhof / Botic van de Zandschulp Carlos Alcaraz / Marcel Granollers | 7 64 | 7 63      |    |  |
| | |                                                                             |      |           |    |  |
| | |                                                                             |      |           |    |  |
| | |                                                                             |      |           |    |  |
| Podrobnosti | |                                                                             |      |           |    |  |
| | Předchozí poměr vzájemných zápasů mezi Nizozemskem a Španělskem činil 2–6. Naposledy vyhráli Španělé ve čtvrtfinále Světové skupiny 2004.Poslední zápas profesionální kariéry odehrál 38letý Rafael Nadal. |                                                                             |      |           |    |  |

#### Německo vs. Kanada
| | Německo | 2 :                                                         | 0    | Kanada |      |            |
| --- | --- | ----------------------------------------------------------- | ---- | ------ | ---- | ---------- |
| Martin Carpena Arena, Málaga, Španělsko 20. listopadu 2024, 12:00 SEČ | |                                                             |      |        |      |            |
| \| \| \| \| 1. \| 2. \| 3. \| \| \| ----------- \| ------------------------------------------------------------------------------------------------------------------------ \| ----------------------------------------------------------- \| ---- \| --- \| ---- \| ---------- \| \| 1. \| \| Daniel Altmaier Gabriel Diallo \| 7 65 \| 6 4 \| \| \| \| 2. \| \| Jan-Lennard Struff Denis Shapovalov \| 4 6 \| 7 5 \| 7 65 \| \| \| 3. \| \| Kevin Krawietz / Tim Pütz Vasek Pospisil / Denis Shapovalov \| \| \| \| nehrálo se \| \| \| \| \| \| \| \| \| \| \| \| \| \| \| \| \| \| \| \| \| \| \| \| \| \| Podrobnosti \| \| \| \| \| \| \| \| \| Předchozí poměr vzájemných zápasů mezi Německem a Kanadou činil 0–1, když Kanaďané vyhráli ve světovém čtvrtfinále 2022. \| \| \| \| \| \| | |                                                             |      |        |      |            |
| | |                                                             | 1.   | 2.     | 3.   |            |
| 1. | | Daniel Altmaier Gabriel Diallo                              | 7 65 | 6 4    |      |            |
| 2. | | Jan-Lennard Struff Denis Shapovalov                         | 4 6  | 7 5    | 7 65 |            |
| 3. | | Kevin Krawietz / Tim Pütz Vasek Pospisil / Denis Shapovalov |      |        |      | nehrálo se |
| | |                                                             |      |        |      |            |
| | |                                                             |      |        |      |            |
| | |                                                             |      |        |      |            |
| Podrobnosti | |                                                             |      |        |      |            |
| | Předchozí poměr vzájemných zápasů mezi Německem a Kanadou činil 0–1, když Kanaďané vyhráli ve světovém čtvrtfinále 2022. |                                                             |      |        |      |            |

#### Spojené státy americké vs. Austrálie
| | Spojené státy americké | 1 :                                                      | 2   | Austrálie |         |  |
| --- | --- | -------------------------------------------------------- | --- | --------- | ------- |  |
| Martin Carpena Arena, Málaga, Španělsko 21. listopadu 2024, 10:00 SEČ | |                                                          |     |           |         |  |
| \| \| \| \| 1. \| 2. \| 3. \| \| \| ----------- \| ------------------------------------------------------------------------------------------------------------------------------------------------------------------------------------------------------------------------ \| -------------------------------------------------------- \| --- \| --- \| ------- \| \| \| 1. \| \| Ben Shelton Thanasi Kokkinakis \| 1 6 \| 6 4 \| 614 716 \| \| \| 2. \| \| Taylor Fritz Alex de Minaur \| 6 3 \| 6 4 \| \| \| \| 3. \| \| Tommy Paul / Ben Shelton Matthew Ebden / Jordan Thompson \| 4 6 \| 4 6 \| \| \| \| \| \| \| \| \| \| \| \| \| \| \| \| \| \| \| \| \| \| \| \| \| \| \| \| Podrobnosti \| \| \| \| \| \| \| \| \| Předchozí poměr vzájemných zápasů mezi Spojenými státy americkými a Austrálií činil 26–21. Jednalo se o rekordní počet vzájemných střetnutí v soutěži. Naposledy vyhráli Australané ve čtvrtfinále Světové skupiny 2017. \| \| \| \| \| \| | |                                                          |     |           |         |  |
| | |                                                          | 1.  | 2.        | 3.      |  |
| 1. | | Ben Shelton Thanasi Kokkinakis                           | 1 6 | 6 4       | 614 716 |  |
| 2. | | Taylor Fritz Alex de Minaur                              | 6 3 | 6 4       |         |  |
| 3. | | Tommy Paul / Ben Shelton Matthew Ebden / Jordan Thompson | 4 6 | 4 6       |         |  |
| | |                                                          |     |           |         |  |
| | |                                                          |     |           |         |  |
| | |                                                          |     |           |         |  |
| Podrobnosti | |                                                          |     |           |         |  |
| | Předchozí poměr vzájemných zápasů mezi Spojenými státy americkými a Austrálií činil 26–21. Jednalo se o rekordní počet vzájemných střetnutí v soutěži. Naposledy vyhráli Australané ve čtvrtfinále Světové skupiny 2017. |                                                          |     |           |         |  |

#### Itálie vs. Argentina
| | Itálie | 2 :                                                                | 1   | Argentina |    |  |
| --- | --- | ------------------------------------------------------------------ | --- | --------- | -- |  |
| Martin Carpena Arena, Málaga, Španělsko 21. listopadu 2024, 17:00 SEČ | |                                                                    |     |           |    |  |
| \| \| \| \| 1. \| 2. \| 3. \| \| \| ----------- \| -------------------------------------------------------------------------------------------------------------------------------------------------------------------------------------------------------------------------------------------------------------------------------------------- \| ------------------------------------------------------------------ \| --- \| --- \| -- \| \| \| 1. \| \| Lorenzo Musetti Francisco Cerúndolo \| 4 6 \| 1 6 \| \| \| \| 2. \| \| Jannik Sinner Sebastián Báez \| 6 2 \| 6 1 \| \| \| \| 3. \| \| Matteo Berrettini / Jannik Sinner Máximo González / Andrés Molteni \| 6 4 \| 7 5 \| \| \| \| \| \| \| \| \| \| \| \| \| \| \| \| \| \| \| \| \| \| \| \| \| \| \| \| Podrobnosti \| \| \| \| \| \| \| \| \| Předchozí poměr vzájemných zápasů mezi Itálií a Argentinou činil 3–2. Naposledy vyhráli Italové ve skupině finálového turnaje 2022.Italská světová jednička Jannik Sinner přicestovala na finálový turnaj s 11zápasovou neporazitelností, po triumfech na Shanghai Masters a Turnaji mistrů. \| \| \| \| \| \| | |                                                                    |     |           |    |  |
| | |                                                                    | 1.  | 2.        | 3. |  |
| 1. | | Lorenzo Musetti Francisco Cerúndolo                                | 4 6 | 1 6       |    |  |
| 2. | | Jannik Sinner Sebastián Báez                                       | 6 2 | 6 1       |    |  |
| 3. | | Matteo Berrettini / Jannik Sinner Máximo González / Andrés Molteni | 6 4 | 7 5       |    |  |
| | |                                                                    |     |           |    |  |
| | |                                                                    |     |           |    |  |
| | |                                                                    |     |           |    |  |
| Podrobnosti | |                                                                    |     |           |    |  |
| | Předchozí poměr vzájemných zápasů mezi Itálií a Argentinou činil 3–2. Naposledy vyhráli Italové ve skupině finálového turnaje 2022.Italská světová jednička Jannik Sinner přicestovala na finálový turnaj s 11zápasovou neporazitelností, po triumfech na Shanghai Masters a Turnaji mistrů. |                                                                    |     |           |    |  |

### Semifinále

#### Německo vs. Nizozemsko
| | Německo | 0 :                                                                | 2    | Nizozemsko |     |            |
| --- | --- | ------------------------------------------------------------------ | ---- | ---------- | --- | ---------- |
| Martin Carpena Arena, Málaga, Španělsko 22. listopadu 2024, 17:00 SEČ | |                                                                    |      |            |     |            |
| \| \| \| \| 1. \| 2. \| 3. \| \| \| ----------- \| ----------------------------------------------------------------------------------------------------------------------------------------- \| ------------------------------------------------------------------ \| ---- \| ------- \| --- \| ---------- \| \| 1. \| \| Daniel Altmaier Botic van de Zandschulp \| 4 6 \| 714 612 \| 3 6 \| \| \| 2. \| \| Jan-Lennard Struff Tallon Griekspoor \| 7 64 \| 5 7 \| 4 6 \| \| \| 3. \| \| Kevin Krawietz / Tim Pütz Wesley Koolhof / Botic van de Zandschulp \| \| \| \| nehrálo se \| \| \| \| \| \| \| \| \| \| \| \| \| \| \| \| \| \| \| \| \| \| \| \| \| \| Podrobnosti \| \| \| \| \| \| \| \| \| Předchozí poměr vzájemných zápasů mezi Německen a Nizozemskem činil 6–1. Naposledy vyhráli Nizozemci ve čtvrtfinále Světové skupiny 2001. \| \| \| \| \| \| | |                                                                    |      |            |     |            |
| | |                                                                    | 1.   | 2.         | 3.  |            |
| 1. | | Daniel Altmaier Botic van de Zandschulp                            | 4 6  | 714 612    | 3 6 |            |
| 2. | | Jan-Lennard Struff Tallon Griekspoor                               | 7 64 | 5 7        | 4 6 |            |
| 3. | | Kevin Krawietz / Tim Pütz Wesley Koolhof / Botic van de Zandschulp |      |            |     | nehrálo se |
| | |                                                                    |      |            |     |            |
| | |                                                                    |      |            |     |            |
| | |                                                                    |      |            |     |            |
| Podrobnosti | |                                                                    |      |            |     |            |
| | Předchozí poměr vzájemných zápasů mezi Německen a Nizozemskem činil 6–1. Naposledy vyhráli Nizozemci ve čtvrtfinále Světové skupiny 2001. |                                                                    |      |            |     |            |

#### Itálie vs. Austrálie
| | Itálie | 2 :                                                               | 0    | Austrálie |     |            |
| --- | --- | ----------------------------------------------------------------- | ---- | --------- | --- | ---------- |
| Martin Carpena Arena, Málaga, Španělsko 23. listopadu 2024, 13:00 SEČ | |                                                                   |      |           |     |            |
| \| \| \| \| 1. \| 2. \| 3. \| \| \| ----------- \| ----------------------------------------------------------------------------------------------------------------------- \| ----------------------------------------------------------------- \| ---- \| --- \| --- \| ---------- \| \| 1. \| \| Matteo Berrettini Thanasi Kokkinakis \| 6 78 \| 6 3 \| 7 5 \| \| \| 2. \| \| Jannik Sinner Alex de Minaur \| 6 3 \| 6 4 \| \| \| \| 3. \| \| Simone Bolelli / Andrea Vavassori Matthew Ebden / Jordan Thompson \| \| \| \| nehrálo se \| \| \| \| \| \| \| \| \| \| \| \| \| \| \| \| \| \| \| \| \| \| \| \| \| \| Podrobnosti \| \| \| \| \| \| \| \| \| Předchozí poměr vzájemných zápasů mezi Itálií a Austrálií činil 5–8. Naposledy vyhráli Italové ve světovém finále 2023. \| \| \| \| \| \| | |                                                                   |      |           |     |            |
| | |                                                                   | 1.   | 2.        | 3.  |            |
| 1. | | Matteo Berrettini Thanasi Kokkinakis                              | 6 78 | 6 3       | 7 5 |            |
| 2. | | Jannik Sinner Alex de Minaur                                      | 6 3  | 6 4       |     |            |
| 3. | | Simone Bolelli / Andrea Vavassori Matthew Ebden / Jordan Thompson |      |           |     | nehrálo se |
| | |                                                                   |      |           |     |            |
| | |                                                                   |      |           |     |            |
| | |                                                                   |      |           |     |            |
| Podrobnosti | |                                                                   |      |           |     |            |
| | Předchozí poměr vzájemných zápasů mezi Itálií a Austrálií činil 5–8. Naposledy vyhráli Italové ve světovém finále 2023. |                                                                   |      |           |     |            |

### Finále

#### Itálie vs. Nizozemsko
| | Itálie | 2 :                                                                        | 0    | Nizozemsko |    |            |
| --- | --- | -------------------------------------------------------------------------- | ---- | ---------- | -- | ---------- |
| Martin Carpena Arena, Málaga, Španělsko 24. listopadu 2024, 16:00 SEČ | |                                                                            |      |            |    |            |
| \| \| \| \| 1. \| 2. \| 3. \| \| \| ----------- \| ----------------------------------------------------------------------------------------------------------------------------------------------------------------------------------------------------------------------------------------------------------------------------------------------------------------------------------------------------------------------------------------------------------------------------------------------------------------------------------------------------------------- \| -------------------------------------------------------------------------- \| ---- \| --- \| -- \| ---------- \| \| 1. \| \| Matteo Berrettini Botic van de Zandschulp \| 6 4 \| 6 2 \| \| \| \| 2. \| \| Jannik Sinner Tallon Griekspoor \| 7 62 \| 6 2 \| \| \| \| 3. \| \| Simone Bolelli / Andrea Vavassori Wesley Koolhof / Botic van de Zandschulp \| \| \| \| nehrálo se \| \| \| \| \| \| \| \| \| \| \| \| \| \| \| \| \| \| \| \| \| \| \| \| \| \| Podrobnosti \| \| \| \| \| \| \| \| \| Předchozí poměr vzájemných zápasů mezi Itálií a Nizozemskem činil 9–1. Naposledy vyhráli Italové v zářijové skupinové fázi finále 2024.[49]Itálie získala třetí titul po triumfech v letech 1976 a 2023. Stala se tak prvním šampionem soutěže od Česka v roce 2013, kterému se podařilo trofej obhájit.[49][6]Nizozemsko startující v Davis Cupu od roku 1920 postoupilo poprvé do světového finále. Vylepšilo tím semifinálové maximum z roku 2001, kdy byl součástí týmu i nehrající kapitán Paul Haarhuis.[9] \| \| \| \| \| \| | |                                                                            |      |            |    |            |
| | |                                                                            | 1.   | 2.         | 3. |            |
| 1. | | Matteo Berrettini Botic van de Zandschulp                                  | 6 4  | 6 2        |    |            |
| 2. | | Jannik Sinner Tallon Griekspoor                                            | 7 62 | 6 2        |    |            |
| 3. | | Simone Bolelli / Andrea Vavassori Wesley Koolhof / Botic van de Zandschulp |      |            |    | nehrálo se |
| | |                                                                            |      |            |    |            |
| | |                                                                            |      |            |    |            |
| | |                                                                            |      |            |    |            |
| Podrobnosti | |                                                                            |      |            |    |            |
| | Předchozí poměr vzájemných zápasů mezi Itálií a Nizozemskem činil 9–1. Naposledy vyhráli Italové v zářijové skupinové fázi finále 2024.Itálie získala třetí titul po triumfech v letech 1976 a 2023. Stala se tak prvním šampionem soutěže od Česka v roce 2013, kterému se podařilo trofej obhájit.Nizozemsko startující v Davis Cupu od roku 1920 postoupilo poprvé do světového finále. Vylepšilo tím semifinálové maximum z roku 2001, kdy byl součástí týmu i nehrající kapitán Paul Haarhuis. |                                                                            |      |            |    |            |

### Vítěz
| Vítěz Davis Cupu 2024 |
| --------------------- |
| Itálie třetí titul    |

### Finanční odměny
Odměny týmům činily 9,6 milionu dolarů. Vítězná Itálie obdržela 2 678 571 dolarů. Potřetí v řadě byly odměny vyrovnané se závěrečnou fází ženského finále Billie Jean King Cupu 2024.
| Vítěz       | finalista   | semifinalisté | čtvrtfinalisté |
| ----------- | ----------- | ------------- | -------------- |
| 2 678 571 $ | 1 607 143 $ | 1 071 429 $   | 535 714 $      |

### Soupisky
| Soupisky týmů | Soupisky týmů      | Soupisky týmů      | Soupisky týmů           | Soupisky týmů           | Soupisky týmů           | Soupisky týmů           | Soupisky týmů      | Soupisky týmů      | Soupisky týmů     | Soupisky týmů     | Soupisky týmů    | Soupisky týmů |
| Tým | jednička týmu      | jednička týmu      | dvojka týmu             | dvojka týmu             | trojka týmu             | trojka týmu             | čtyřka týmu        | čtyřka týmu        | pětka týmu        | pětka týmu        | kapitán          |               |
| --- | ------------------ | ------------------ | ----------------------- | ----------------------- | ----------------------- | ----------------------- | ------------------ | ------------------ | ----------------- | ----------------- | ---------------- | ------------- |
| Argentina | Sebastián Báez     | Sebastián Báez     | Francisco Cerúndolo     | Francisco Cerúndolo     | Tomás Martín Etcheverry | Tomás Martín Etcheverry | Andrés Molteni     | Andrés Molteni     | Máximo González   | Máximo González   | Guillermo Coria  |               |
| Argentina | 27.                | 203.               | 30.                     | 225.                    | 39.                     | 204.                    | —                  | 21.                | —                 | 22.               | Guillermo Coria  |               |
| Austrálie | Alex de Minaur     | Alex de Minaur     | Alexei Popyrin          | Alexei Popyrin          | Jordan Thompson         | Jordan Thompson         | Thanasi Kokkinakis | Thanasi Kokkinakis | Matthew Ebden     | Matthew Ebden     | Lleyton Hewitt   |               |
| Austrálie | 9.                 | —                  | 24.                     | 853.                    | 26.                     | 3.                      | 77.                | 446.               | —                 | 13.               | Lleyton Hewitt   |               |
| Itálie | Jannik Sinner      | Jannik Sinner      | Lorenzo Musetti         | Lorenzo Musetti         | Matteo Berrettini       | Matteo Berrettini       | Andrea Vavassori   | Andrea Vavassori   | Simone Bolelli    | Simone Bolelli    | Filippo Volandri |               |
| Itálie | 1.                 | 338.               | 17.                     | 180.                    | 35.                     | —                       | 256.               | 9.                 | —                 | 11.               | Filippo Volandri |               |
| Kanada | Denis Shapovalov   | Denis Shapovalov   | Gabriel Diallo          | Gabriel Diallo          | Alexis Galarneau        | Alexis Galarneau        | Milos Raonic       | Milos Raonic       | Vasek Pospisil    | Vasek Pospisil    | Frank Dancevic   |               |
| Kanada | 56.                | —                  | 86.                     | 684.                    | 207.                    | 1370.                   | 235.               | —                  | 732.              | 1370.             | Frank Dancevic   |               |
| Německo | Jan-Lennard Struff | Jan-Lennard Struff | Daniel Altmaier         | Daniel Altmaier         | Yannick Hanfmann        | Yannick Hanfmann        | Kevin Krawietz     | Kevin Krawietz     | Tim Pütz          | Tim Pütz          | Michael Kohlmann |               |
| Německo | 43.                | 126.               | 88.                     | 562.                    | 95.                     | 84.                     | .                  | 7.                 | —                 | 10.               | Michael Kohlmann |               |
| Nizozemsko | Tallon Griekspoor  | Tallon Griekspoor  | Botic van de Zandschulp | Botic van de Zandschulp | Jesper de Jong          | Jesper de Jong          | Wesley Koolhof     | Wesley Koolhof     | —                 | —                 | Paul Haarhuis    |               |
| Nizozemsko | 40.                | 137.               | 80.                     | 188.                    | 111.                    | 578.                    | —                  | 8.                 | —                 | —                 | Paul Haarhuis    |               |
| Spojené státy | Taylor Fritz       | Taylor Fritz       | Tommy Paul              | Tommy Paul              | Ben Shelton             | Ben Shelton             | Rajeev Ram         | Rajeev Ram         | Austin Krajicek   | Austin Krajicek   | Bob Bryan        |               |
| Spojené státy | 4.                 | 165.               | 12.                     | —                       | 21.                     | 103.                    | —                  | 30.                | —                 | 43.               | Bob Bryan        |               |
| Španělsko | Carlos Alcaraz     | Carlos Alcaraz     | Pedro Martínez          | Pedro Martínez          | Roberto Bautista Agut   | Roberto Bautista Agut   | Rafael Nadal       | Rafael Nadal       | Marcel Granollers | Marcel Granollers | David Ferrer     |               |
| Španělsko | 3.                 | —                  | 41.                     | 238.                    | 46.                     | —                       | 154.               | 845.               | —                 | 4.                | David Ferrer     |               |
| Žebříček ATP ve dvouhře a čtyřhře k 18. listopadu 2024 / – nejvýše postavená jednička až pětka ve startovním poli |                    |                    |                         |                         |                         |                         |                    |                    |                   |                   |                  |               |